# Vitis balansana
Vitis balansana — вид рослин з роду Виноград (Vitis), з родини Виноградові (Vitaceae).

## Поширення та середовище існування
Vitis balansana є ендемічним видом для Китаю, В'єтнаму і Таїланду. У Китаї поширений лише у регіонах, які межують з Східнокитайським морем та на острові Хайнань. Зростає у лісах, чагарниках, у долинах, на висоті від 200 до 800 метрів над рівнем моря.

## Опис
Гілки овальні, з поздовжніми гребенями. Вусики роздвоєні. Прилистки коричневі, овальні. Черешок від 2 до 5 см завдовжки. Листкова пластинка широкояйцеподібна, від 4 до 14 см завдовжки та від 3,5 до 9,5 см завширшки. Квітконіжка від 1 до 1,5 мм. Чашечка ціла. Бруньки оберненояйцеподібні, розміром від 1 до 1,4 мм, верхівка закруглена. Ягода куляста, 5—8 мм у діаметрі. Цвіте з лютого по серпень. Плодоносить з червня по листопад.